# 純粋自律神経不全症
純粋自律神経不全症（じゅんすい じりつしんけい ふぜんしょう、pure autonomic failure, PAF）は、進行性の自律神経不全を特徴とする稀な神経変性疾患である。ブラッドベリーとエグルストンにより1925年に報告された。中年期以降に発症し、自律神経不全の中では、心循環系症状としての起立性低血圧または失神を呈し、便秘や過活動膀胱もみられる。多系統萎縮症と異なり残尿・尿閉はほとんどみられない。病理学的にパーキンソン病と同一のレヴィー小体が末梢神経系にみられ、発症10年以降にパーキンソン病やレヴィー小体型認知症に移行する場合がある。

## 症候
純粋自律神経不全症 (PAF) 患者の心循環系症状としての起立性低血圧は、頭部挙上試験 (head-up tilt, HUT) または能動的立位の3分以内に、収縮期血圧20 mm Hg以上、または拡張期血圧10 mm Hg以上低下するもので、HUTの方が再現性が高い。PAF患者では、半数に臥位高血圧がみられる。PAFでは膀胱症状としての過活動膀胱もみられるが、多系統萎縮症と異なり残尿・尿閉はほとんどみられない。PAFの半数以上に便秘がみられ、これはパーキンソン病やレヴィー小体型認知症で便秘が高頻度にみられるのと共通の症候といえる。パーキンソン病とPAFでは下半身稀汗型の発汗障害がみられ、上半身に代償性発汗がみられることがある。

## 病理所見
PAFの病理学変化は完全には解明されていないが、自律神経に関わる脊髄中間外側核の細胞脱失、交感神経節ニューロンの減少・カテコラミン染色低下などが報告されている。正常での臥位ノルエピネフリン値は300 pg/ml程度であるが、交感神経節後線維が障害されるPAFでは100 pg/ml以下に低下しており、正常でみられる立位時増加がみられない。

## 治療
起立性低血圧に対する薬物療法としてフルドロコルチゾン、ミドドリン、アメジニウム、ドロキシドパ、特殊な使用例としてソマトスタチン、エリスロポエチンなどが用いられている。補充療法のうち理学療法として、弾性ストッキングによる鼠径部以下の圧迫や腹帯（血圧が5-8mmHg上昇することが報告されている）、拮抗動作counter maneuverとして立位で脚を交叉させたり、軽い前屈位として腹部に力を入れると、血圧が15mmHg程度上昇することが報告されている。食事療法として、塩分負荷食、500mlの水分摂取で起立性低血圧の改善効果が報告されている。

## 歴史
1925年、ブラッドベリーとエグルストンは3例のPAF患者の臨床を報告した。特徴として「立位に伴って失神がみられ（高度の起立性低血圧）、その際、代償性脈拍増加がみられるものの軽度なこと、発汗低下（熱不耐）、基礎代謝の低下、および僅かな付帯神経症候」を記載した。その後の研究により、PAFはパーキンソン病・レヴィー小体型認知症と同様のレヴィー小体病であることが明らかにされ、一方PAF、パーキンソン病、多系統萎縮症が原発性自律神経障害としてもまとめられている。PAFは臥位ノルエピネフリン値低値（末梢節後性障害）が特徴的であるが、経過10年以降、パーキンソン病やレヴィー小体型認知症に移行する例が知られている。

## 別名
以前ブラッドベリー・エグルストン (Bradbury-Eggleston) 症候群と呼ばれていた。これは1925年のサミュエル・ブラッドベリーとキャリー・エグルストンによる最初の記述による。